# Rosenskärm
Rosenskärm (Medinilla magnifica) är en tropisk växt som förekommer på de filippinska öarna Luzon, Mindanao, Mindoro,  Negros och Panay. Det är en av få arter i medinillasläktet som odlas som krukväxt.

## Externa länkar

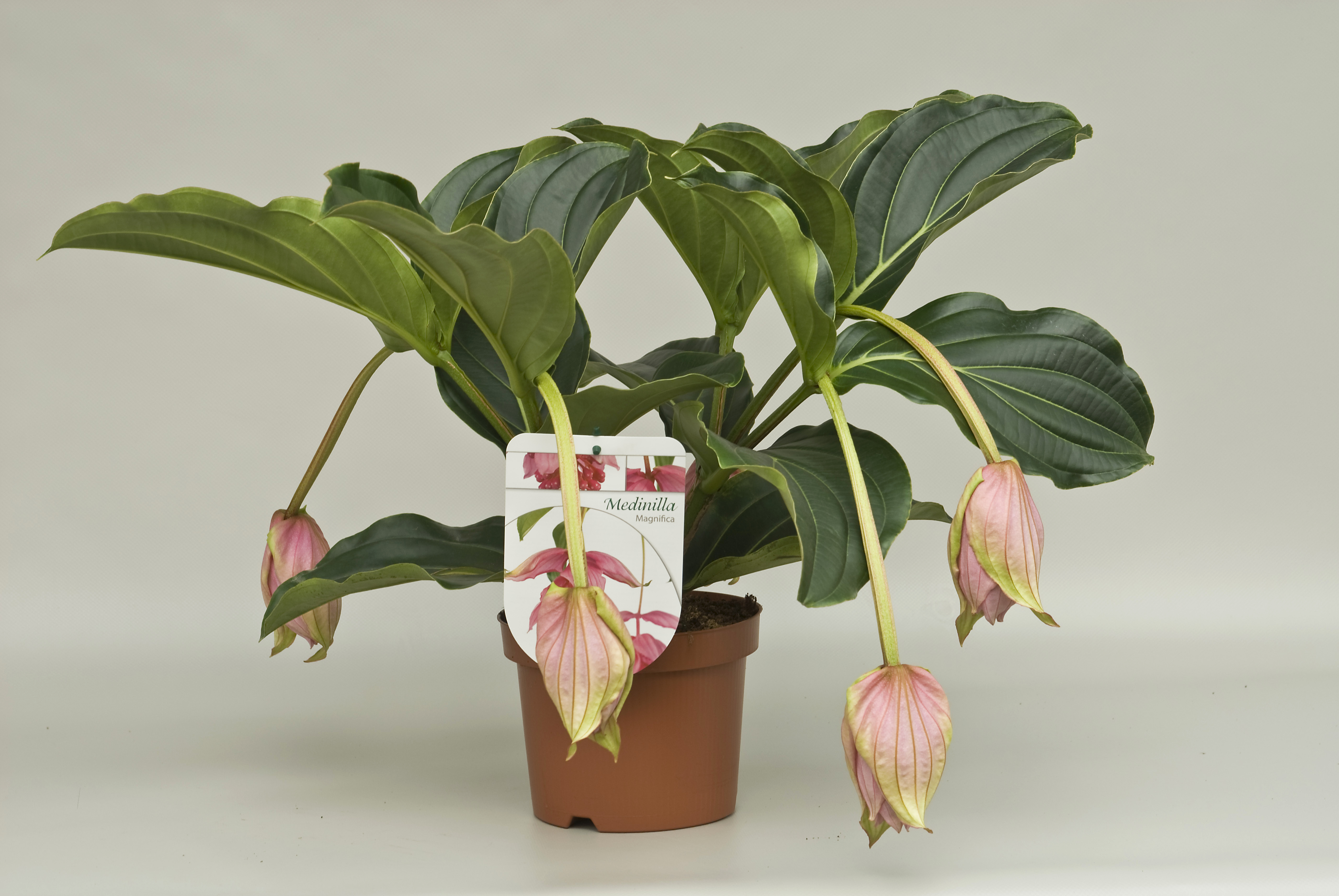
Rosenskärm som krukväxt